# Issa Diop (Fußballspieler)
Issa Laye Lucas Jean Diop, kurz Issa Diop (* 9. Januar 1997 in Toulouse), ist ein französischer Fußballspieler mit senegalesisch-marokkanischen Wurzeln. Der Innenverteidiger steht aktuell beim Premier-League-Club FC Fulham unter Vertrag.

## Spielerkarriere
Diop wurde in Toulouse geboren. Sein Debüt in der Ligue 1 gab Diop am 28. November 2015 gegen OGC Nizza (2:0). Er spielt außerdem für die französische U-21-Nationalmannschaft.
Am 19. Juni 2018 wechselte Diop für 25 Millionen zu West Ham United und unterzeichnete einen Fünfjahresvertrag. Für seine neue Mannschaft bestritt er 33 Ligaspiele in der Premier League 2018/19 und erzielte dabei ein Tor. Nach einer weiteren Saison als Stammspieler in der Innenverteidigung des englischen Erstligisten, reduzierten sich in den beiden anschließenden Spielzeiten seine Einsatzzeiten deutlich.
Im August 2022 gab der Premier-League-Aufsteiger FC Fulham die Verpflichtung des 25-Jährigen mit einer fünfjährigen Vertragslaufzeit bekannt.